# Sulzfeld am Main
Sulzfeld am Main là một đô thị thuộc huyện Kitzingen trong bang Bayern của nước Đức.